# Lee Ryan
Lee Ryan (Chatham, Kent, Inglaterra, 17 de junho de 1983) é um cantor do grupo britânico Blue. 

## Biografia
Lee nasceu em Chatham, Kent. Aos cinco anos, seus pais divorciaram-se e Lee viveu com a mãe, a irmã Gemma e com a avó. Tempos depois descobre que tem dislexia.
Lee é um integrante da banda Blue e um dos sonhos dele era cantar um dia com Elton John e esse sonho tornou-se realidade quando os Blue e Elton John gravaram a canção "Sorry Seems to Be the Hardest Word". Lee Ryan foi três vezes #1 nas paradas com o Blue.
Ryan assistiu à Escola de Gramática Chatham de Rapazes, que então foi para as escolas de artes, inclusive as escolas de teatro pagam a taxa independentes Escola de Teatro de Sylvia Young (Sylvia Young Theatre School) e a Academia Italia Conti de Artes de Teatro (Italia Conti Academy of Theatre Arts).

## Discografia

### Álbuns de estúdio
- Lee Ryan (2005)

### Singles
- "Army of Lovers"
- "Turn Your Car Around"
- "When I Think of You"
- "Real Love"
- "Reinforce Love"
- "I Am Who I Am/Secret Love"

## Filmografia
- The Heavy (2008)
- Ice Age 2: The Meltdown (2006)

## Aparições em TV
- Most Haunted - convidado especial
- 24 Hours with... (24 Hours with Lee Ryan)(2008)
- Holby City (12 de outubro de 2000) - convidado especial
- Come Dine With Me (2008)
- The Big Reunion (1ª temporada) (2013) - com o Blue
- Celebrity Big Brother (13ª temporada) (2014)